# Anetia thirza
Anetia thirza är en fjärilsart som beskrevs av Jacob Hübner och Charles Andreas Geyer 1826/41. Anetia thirza ingår i släktet Anetia och familjen praktfjärilar. Inga underarter finns listade i Catalogue of Life.

## Bildgalleri

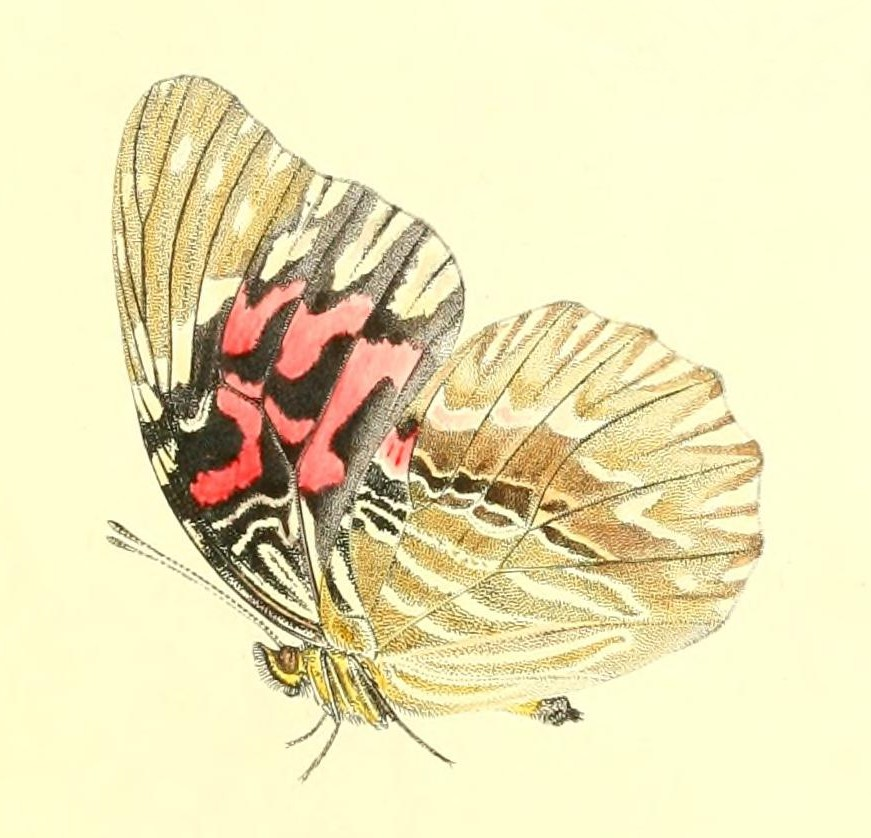